# Bantariella cookae
Bantariella cookae is een mosdiertjessoort uit de familie van de Mimosellidae. De wetenschappelijke naam van de soort is, als Mimosella cookae, voor het eerst geldig gepubliceerd in 1968 door Banta.